# Ogu/Bolo
Ogu/Bolo è una delle ventitré aree a governo locale (local government areas) in cui è suddiviso lo stato di Rivers, nella Repubblica Federale della Nigeria.
Si estende su una superficie di 89 km² e conta una popolazione di 74.683 abitanti.